# Steamboat Willie
Série Mickey Mouse
Mickey gaucho
(1928) Bal de campagne
(1929)
Pour plus de détails, voir Fiche technique et Distribution.
Steamboat Willie, ou Willie, le bateau à vapeur au Québec, est un court métrage d'animation américain, initialement muet, des studios Disney avec Mickey Mouse sorti en 1928. Troisième film de la série Mickey Mouse, il marque la naissance officielle du personnage. Il est également le premier à avoir bénéficié d'une bande sonore synchronisée dès sa sortie.
Le film est une parodie de Cadet d'eau douce (Steamboat Bill Jr.) avec Buster Keaton, sorti en mai 1928.

## Synopsis
Mickey est matelot sur le Steamboat Willie, sous les ordres du capitaine Pete. Reprenant les commandes du bateau que Mickey conduit au début du film, il lui ordonne de briquer le pont. Le bateau s'arrête entre-temps à un ponton pour embarquer une vache et d'autres animaux.
À peine sorti du port, Minnie arrive, en retard, pour l'embarquement. Mickey utilise une grue pour attraper Minnie sur le bord de la rive et la hisser à bord. En arrivant, elle perd accidentellement sa partition de la chanson populaire Turkey in the Straw. La feuille de papier est mangée par une chèvre, un des animaux embarqués. Mickey et Minnie utilisent alors la queue de l'animal comme manivelle et la chèvre devient un phonographe. Mickey poursuit en utilisant les objets et animaux du bord comme instruments de musique.
Le capitaine Pete, gêné par le vacarme, renvoie Mickey au travail : il est condamné à éplucher des pommes de terre pour le reste du voyage. Un perroquet tente de l'amuser mais, agacé, Mickey lui lance une pomme de terre pour le faire taire.

## Fiche technique
- Titre original et français: Steamboat Willie
- Titre québécois : Willie, le bateau à vapeur
- Série : Mickey Mouse
- Réalisation : Walt Disney, Ub Iwerks
- Scénario : Walt Disney, Ub Iwerks
- Animation : Ub Iwerks, Wilfred Jackson, Dick Lundy, Les Clark (intervalliste)[2],[3]
- Musique : Wilfred Jackson[2], Bert Lewis[3]
- Direction musicale : Carl Edouarde[4]
- Production : Walt Disney, Roy O. Disney, John Sutherland
- Société de  production : Walt Disney Productions
- Société de distribution : Celebrity Production (version sonore)
- Pays :  États-Unis
- Langue : anglais
- Format : noir et blanc (Technicolor) - 35 mm - 1,37:1 - Muet puis son mono (RCA Sound System)
- Durée : 7 min
- Dates de sortie :
  - États-Unis : 18 novembre 1928 (au Colony Theatre de New York)[2],[3],[5]

## Voix originales
- Walt Disney : Mickey, Minnie[2],[3]

## Production
Produit de juillet à août 1928, Steamboat Willie est l'un des cinq premiers courts métrages de Mickey Mouse presque totalement animés par Ub Iwerks. Deux courts métrages animés muets mettant en scène Mickey Mouse étaient sortis précédemment, Plane Crazy  et Mickey gaucho (The Gallopin' Gaucho),, mais c'est Steamboat Willie qui marque officiellement la naissance du personnage en raison de sa diffusion auprès d'un large public et de l'utilisation pour la première fois d'une bande sonore.
L'immense succès du premier long métrage sonore, Le Chanteur de jazz, sorti le 6 octobre 1927, ayant incité la plupart des salles de cinéma aux États-Unis à se doter d'un équipement sonore, Walt Disney décide en effet de tirer profit de cette nouvelle tendance.

### Bande sonore
Si le film possède un scénario assez simple, son succès tient surtout à l'utilisation de la musique. Au début du film, Mickey sifflote l'introduction de Steamboat Bill (1911) d'Arthur Francis Collins (1864-1933), air repris par les sirènes du bateau. La seconde moitié du film est consacrée à l'interprétation par Mickey de Turkey in the Straw, avec l'aide des animaux transportés par le bateau et transformés en instruments.
Les historiens de l'animation ont longuement débattu sur le compositeur de la musique originale du film. Ce rôle a été attribué à Wilfred Jackson, Carl W. Stalling et Bert Lewis mais rien ne l'affirme clairement. Leonard Mosley et Christopher Finch indiquent que seul Jackson savait jouer d'un instrument (de l'harmonica),. Sinyard cite Jackson qui se souvient avoir expliqué à ses collègues le principe du métronome ; le rythme d'un dessin animé étant de 24 images par seconde, pour un tempo de 120 (Allegro), chaque battement représentait ainsi 12 images. Il joua ensuite Turkey in the Straw à l'harmonica pour permettre à Disney d'appréhender le rythme de l'action.
Le reste de la bande sonore est essentiellement composé de bruitages réalisés avec les moyens du bord, dans un garage, tandis que les voix de Mickey et de Minnie sont interprétées par Walt Disney lui-même. Lors d'une présentation expérimentale aux familles des membres du studio, le film a été projeté tandis que l'équipe jouait de l'autre côté d'une vitre.
Concernant la version finale, Leonard Mosley indique que c'est le chef d'orchestre Carl Edouarde qui supervisa l'enregistrement en septembre 1928 contre un cachet important. La première session d'enregistrement a, selon Jackson, été un désastre, le chef d'orchestre n'ayant suivi ni la partition ni le tempo défini par l'équipe d'animation. Une fois calés, les effets sonores furent insérés directement sur la pellicule grâce au système Cinephone de Pat Powers.

## Accueil
Avec l'énorme succès de Steamboat Willie qui contribua à asseoir la popularité de Mickey, Walt Disney travailla à l'ajout de son sur Plane Crazy et The Gallopin' Gaucho, initialement sortis en version muette, avant de mettre en chantier un quatrième court métrage : The Barn Dance. Toutefois, Mickey ne parle pas encore et c'est seulement avec The Karnival Kid qu'il prononce enfin ses premiers mots : « Hot-dogs, hot-dogs ! »

## Analyse

### Impact dans l'animation
Steamboat Willie est souvent considéré comme le premier film d'animation comportant du son, de la musique et des paroles synchronisées sur la bande même du film, bien que Dinner Time de Paul Terry, sorti le 14 octobre 1928, soit le premier dessin animé sonore (ce serait en le voyant que Disney aurait décidé d'ajouter du son à sa dernière production). Mais l'utilisation novatrice du son dans un but comique par Disney remporta immédiatement l'adhésion du public et éclipsa Dinner Time.
Alexander Walker écrit dans The Shattered Silents (1979) que « Steamboat Willie fait l'usage le plus imaginatif du son audible au cinéma à l'époque et pour une longue période. » Le film est, pour Sinyard, un merveilleux exemple de l'imagination surréaliste de Disney à ses débuts mariant la musique et l'animation, ce qu'il nomme « cinésymphonie », et atteint son paroxysme dans Fantasia (1940).
Le terme « Mickey Mousing » est même utilisé pour dénigrer la synchronisation trop précise de la musique et des images de dessins animés. Le film Steamboat Willie a été admis au National Film Registry américain pour conservation à la Bibliothèque du Congrès. En 1994, il a été élu le treizième plus grand court métrage d'animation de tous les temps par les membres de la profession de l'animation.
On peut noter que c'est à nouveau la société Disney qui franchit plusieurs des étapes suivantes dans l'animation avec l'introduction de la couleur (1932), l'invention de la caméra multiplane (1933), la réalisation du premier long métrage (1937), l'utilisation de l'informatique (Tron, 1982) et la réalisation du premier long-métrage entièrement en image de synthèse (Toy Story coproduit avec Pixar, 1995).

### Propriété intellectuelle
Le film Steamboat Willie est revenu au centre de l'attention du public en 1998 lors de la promulgation de la Loi américaine d'extension du terme des droits d'auteur. Le film devait entrer dans le domaine public en 2003 en raison de l'arrivée à échéance des 75 ans de protection après la création d'une œuvre en nom collectif d'entreprise. Toutefois la loi repoussa le terme de l'échéance de 20 ans (déjà allongée de 25 ans en 1976), pour atteindre les 95 ans. De nombreux observateurs ont déclaré que cette loi, proposée et soutenue par Sonny Bono (sénateur et ex-chanteur) jusqu'à sa mort au début de l'année 1998, était passée, non pas en hommage à Disney ou en raison d'une quelconque nécessité, mais grâce au lobbying de la Walt Disney Company qui risquait de perdre son symbole.
Cette nouvelle loi permet à Mickey Mouse d'être protégé jusqu'en 2023 aux États-Unis, tout comme dans les pays qui ont une durée de protection comparable, les États-Unis étant signataires de la Convention de Berne pour la protection des œuvres littéraires et artistiques. Le dessin animé est entré dans le domaine public le 1er janvier 2024.

## Autour du film
- Bien qu'étant plus vêtu que dans Plane Crazy et Gallopin' Gaucho, Mickey porte des chaussures mais n'a pas encore tous ses signes distinctifs, comme ses gants blancs, qui apparaissent uniquement sur l'affiche du film[8].
- Le perroquet, que Mickey croise à deux reprises, fait son apparition dans deux autres courts métrages : Bal de campagne (The Barn Dance, 1929) et Gare au gorille (The Gorilla Mystery, 1930) avant de disparaître définitivement. Certaines scènes présentant une violence gratuite envers des animaux (scènes avec le chat, l'oie et la truie) furent censurées puis réintroduites quelques années plus tard[15].
- Il existe deux versions du film, une de 7 min 15 s et une autre de 7 min 45 s, non éditée[15].
- Steamboat Willie était projeté en première partie du film Gang War (en).
- La scène de Mickey qui sifflote à la barre du Steamboat Willie est utilisée comme générique par le label Walt Disney Animation Studios.